# 尹漢彥
尹漢彥（英語：WAN Hon Yin，1991年10月17日—），香港視障保齡球運動員。現就讀與職業訓練局轄下的青年學院修讀基礎文憑（商業服務分流）一年級。

## 簡歷
尹漢彥6歲時開始因黃斑點病變，以致視力一直變差，其視力僅得正常人的兩成。但他自少便熱愛運動，更在2005年起跟隨教練學習保齡球。他每次都要憑有限視力和感覺估計球道距離，及由教練提點賽道上仍有多少球樽，才能把保齡球準確推出。
2010年，尹漢彥代表中國香港出戰廣州亞殘運會保龄球比赛，贏得單人賽TPB2金牌。
2017年，尹漢彥參加ViuTV的《暗中旅行2》真人騷節目，獲得余逸思帶領暢遊首爾。